# Arnold und Anton Hörburger

Arnold und Anton Hörburger

Die Zwillingsbrüder Arnold (* 17. Februar 1886 in Rotterdam; † 20. Februar 1966 ebenda) und Anton Hörburger (* 17. Februar 1886 in Rotterdam; † 23. März 1978 ebenda) waren niederländische Fußballspieler. Sie spielten als Läufer.

## Leben
Arnold und Anton Hörburger waren eineiige Zwillinge und hatten sieben weitere Geschwister, ihre Eltern waren der in Mannheim geborene Johann Christian Jakob Hörburger (1836–1910) und Cornelia van Doesburg (1853–1934). Sie spielten zunächst für Quick Den Haag. Im Jahr 1905 wechselten die Brüder zum VOC Rotterdam, mit dem sie 1907 den KNVB-Pokal gewannen. In den Jahren 1908 und 1909 erreichte der Verein ebenfalls das Pokalfinale. Die Mannschaft wurde mehrmals Meister in der Tweede Klasse und stieg 1910 in die Eerste Klasse auf.
Arnold bestritt acht Länderspiele für die niederländische Fußballnationalmannschaft. Am 10. April 1910 in Haarlem gegen Belgien lief er erstmals für die Elftal auf. Nach einer halben Stunde musste er verletzt vom Platz und kam nach der Halbzeitpause zurück aufs Feld und spielte die gesamte zweite Halbzeit; die Niederlande gewannen 7:0, Hörburger erzielte jedoch kein Tor. Beobachter waren nach dem Spiel überzeugt, dass nicht Arnold, sondern sein Zwillingsbruder Anton nach der Pause aufs Feld gekommen war; Auswechslungen waren zu jener Zeit jedoch noch verboten. Die Niederländer boten den Belgiern jedoch einen Spielertausch an, als sich deren Mittelläufer Charles Cambier verletzt hatte; er kam ebenfalls in der zweiten Halbzeit wieder aufs Feld. Die Brüder behaupteten jedoch immer, dass es keinen Wechsel gegeben habe. In der Statistik taucht Anton in diesem Match – wie in mindestens vier weiteren Spielen – nur auf der Bank auf; er blieb zeitlebens ohne Länderspieleinsatz. Arnold hingegen kam in sieben weiteren Länderspielen zum Einsatz, zuletzt am 24. März 1912 in Zwolle beim 5:5 gegen Deutschland. Er wurde für die Teilnahme an den Olympischen Sommerspielen 1912 in Stockholm nominiert, entschied sich aber dagegen.
Bis 1923 spielten er und sein Bruder für den VOC. Danach kehrten die beiden zum HVV Quick zurück und spielten ab 1924 für den GVV Unitas, wo sie 1926 ihre Karriere beendeten.
Die Hörburger-Brüder wurden wegen ihrer „Ballverliebtheit“ und ihrem ständigen „Pinging“ als die „Prutsers“ bezeichnet. Sie blieben ihr Leben lang unverheiratet. Anton lebte bis zu dessen Tod bei seinem Bruder, den er in den letzten Jahren seines Lebens pflegte. Arnold Hörburger starb 1966, wenige Tage nach seinem 80. Geburtstag. Anton Hörburger starb im März 1978 im Alter von 92 Jahren.

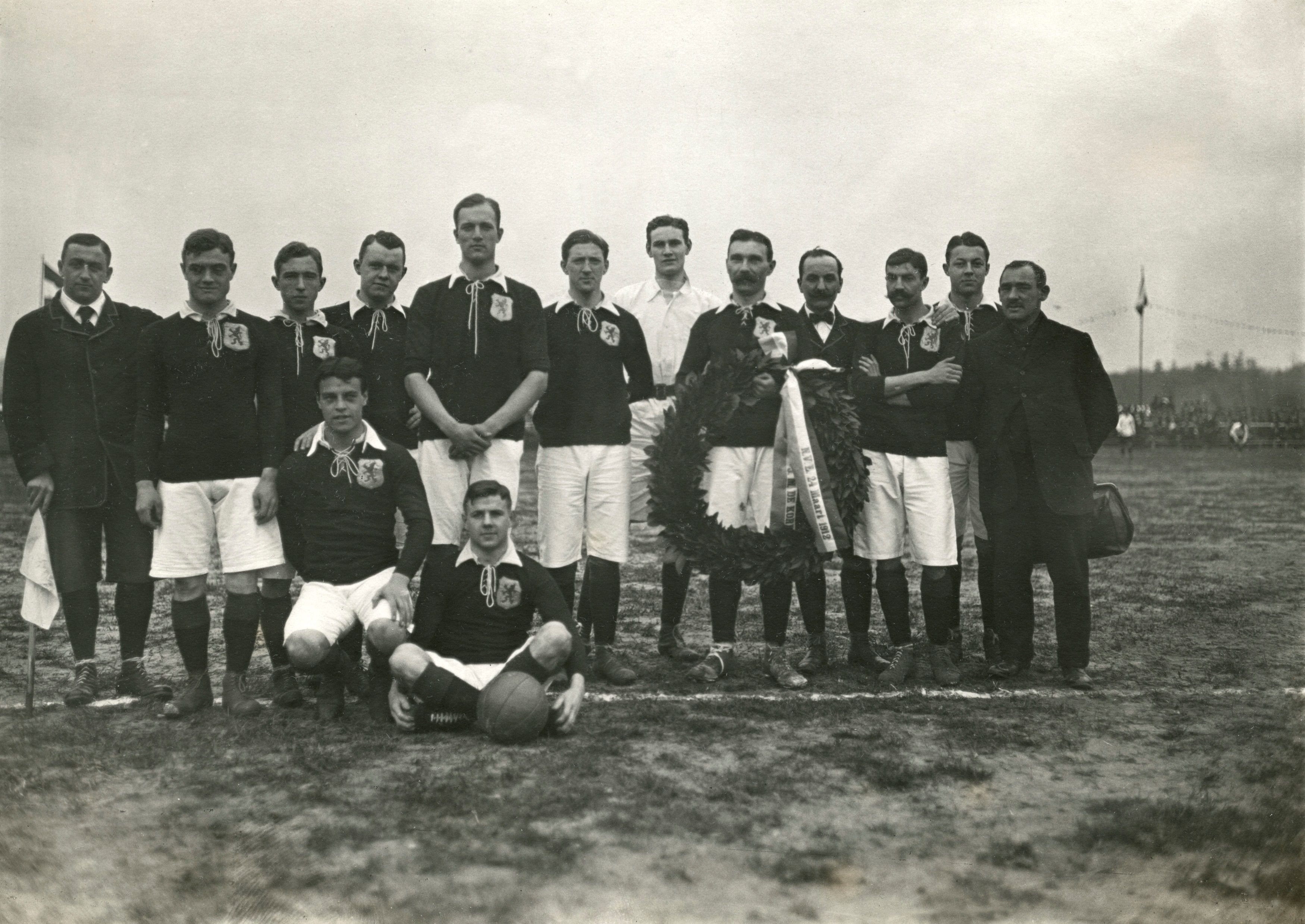
Arnold Hörburger (3. von rechts) mit der Nationalmannschaft (1912)